# أندريه هوتسون
أندريه هوتسون (بالإنجليزية: Andre Hutson)‏ مواليد 12 يناير 1979 في دايتون، هو لاعب كرة سلة أمريكي سابق. بدأ مسيرته الاحترافية في سنة 2001. تم اختياره من قبل فريق ميلووكي باكز خلال الدرافت. يبلغ طوله 6 قدم 8 بوصة (2.0 م). اعتزل اللعب في 2010.

## المسيرة الاحترافية
لعب مع باسكت نابولي في موسم 2001–2002، ثم لعب مع نادي ماكدونيكوس لكرة السلة في موسم 2004–2005، ثم لعب مع نادي بانيونيس لكرة السلة في موسم 2006–2007، ثم لعب مع نادي أنادولو إفيس لكرة السلة في موسم 2007–2008، ثم لعب مع فيرتوس روما في الدوري الإيطالي من سنة 2008 إلى 2010.

## روابط خارجية
- أندريه هوتسون على موقع الدوري الأوروبي لكرة السلة (الإنجليزية)
- أندريه هوتسون على موقع سبورتس رفرنس (الإنجليزية)
- أندريه هوتسون على موقع كرة السلة الأوروبية.كوم (الإنجليزية)
- أندريه هوتسون على موقع كلية كرة السلة في سبورتس رفرنس.كوم (الإنجليزية)
- أندريه هوتسون على موقع ريلجم (الإنجليزية)
- أندريه هوتسون على موقع بروبوليرز (الإنجليزية)
- أندريه هوتسون على موقع سبورتس رفرنس (الإنجليزية)